# Otto Schwend
Otto Schwend (* 31. März 1841 in Eschach; † 16. Januar 1906 in Cannstatt) war ein deutscher Verwaltungsbeamter.

## Leben
Otto Schwend, Sohn eines evangelischen Pfarrers, besuchte die Lateinschule in Schwäbisch Hall und das Gymnasium in Heilbronn. Von 1859 bis 1862 studierte er Regiminalwissenschaft an der Eberhard Karls Universität Tübingen. 1860 wurde er Mitglied des Corps Franconia Tübingen. 1862 bestand er die 1. und 1864 die 2. höhere Dienstprüfung beim Departement des Inneren. 1864 wurde er Aktuariatsverweser beim Oberamt Ulm und 1865 beim Oberamt Hall, 1866 Assistent beim Oberamt Mergentheim, im gleichen Jahr Aktuariatsverweser beim Oberamt Cannstatt und 1870 Aktuar beim Oberamt Tettnang. Von 1870 bis 1873 war er Polizeikommissär beim Stadtpolizeiamt Stuttgart. 1873 wurde er Aktuar und 1874 Amtmann beim Oberamt Freudenstadt. Noch im gleichen Jahr wechselte er als Amtmann zum Oberamt Riedlingen und 1876 zum Oberamt Öhringen. Von 1876 bis 1877 war er Kollegialhilfsarbeiter bei den Regierungen des Schwarzwald- und Jagstkreises sowie zeitweise Oberamtsverweser der Oberämter Weinsberg, Heidenheim und Urch. 1878 wurde er Regierungsassessor bei der Regierung des Jagstkreises in Ellwangen. 1882 wurde er zum Oberamtmann des Oberamts Künzelsau ernannt. 1889 wechselte er als Oberamtmann zum Oberamt Oberndorf. 1901 erhielt er den Titel Regierungsrat. 1905 wurde er pensioniert.

## Auszeichnungen
- Ritterkreuz 1. Klasse des Friedrichs-Ordens, 1896
- Ritterkreuz des Ordens der Württembergischen Krone, 1905